# Spitzwegerich
Der Spitzwegerich (Plantago lanceolata) ist eine Pflanzenart aus der Gattung Wegeriche (Plantago), die zur Familie der Wegerichgewächse (Plantaginaceae) gehört.

## Beschreibung

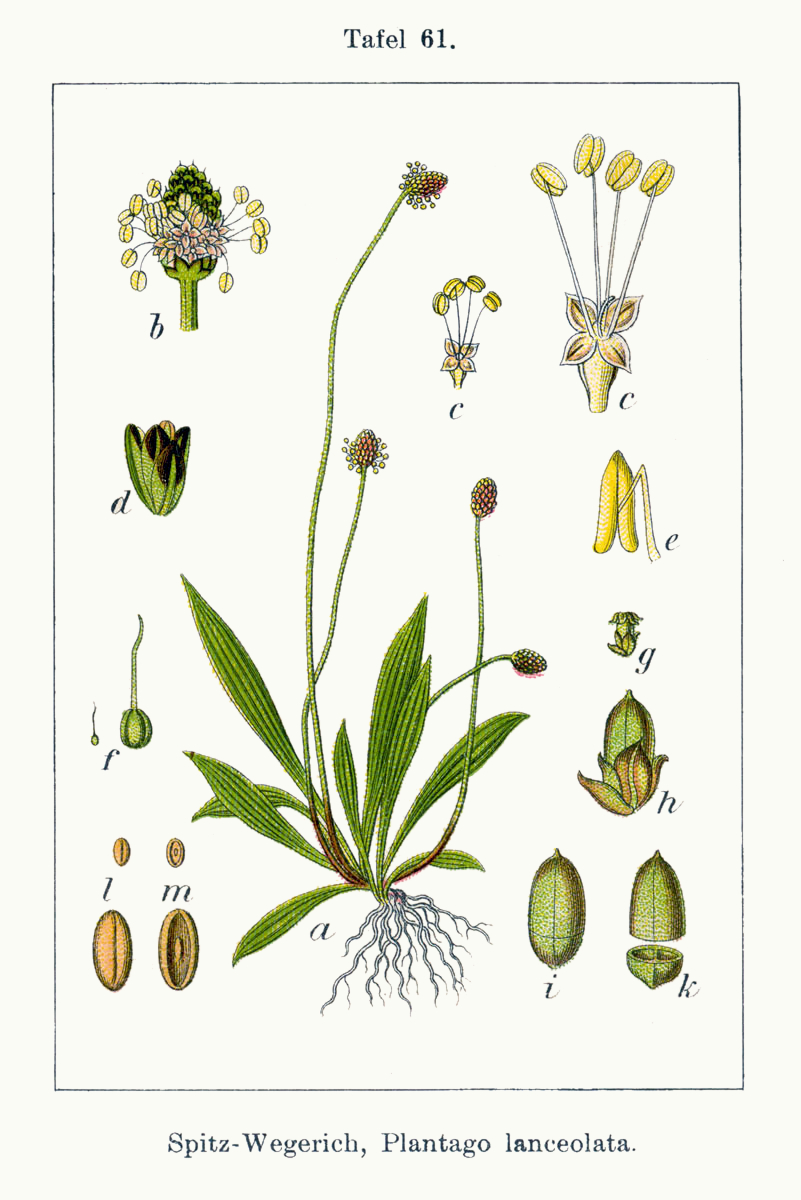
Illustration von Jacob Sturm

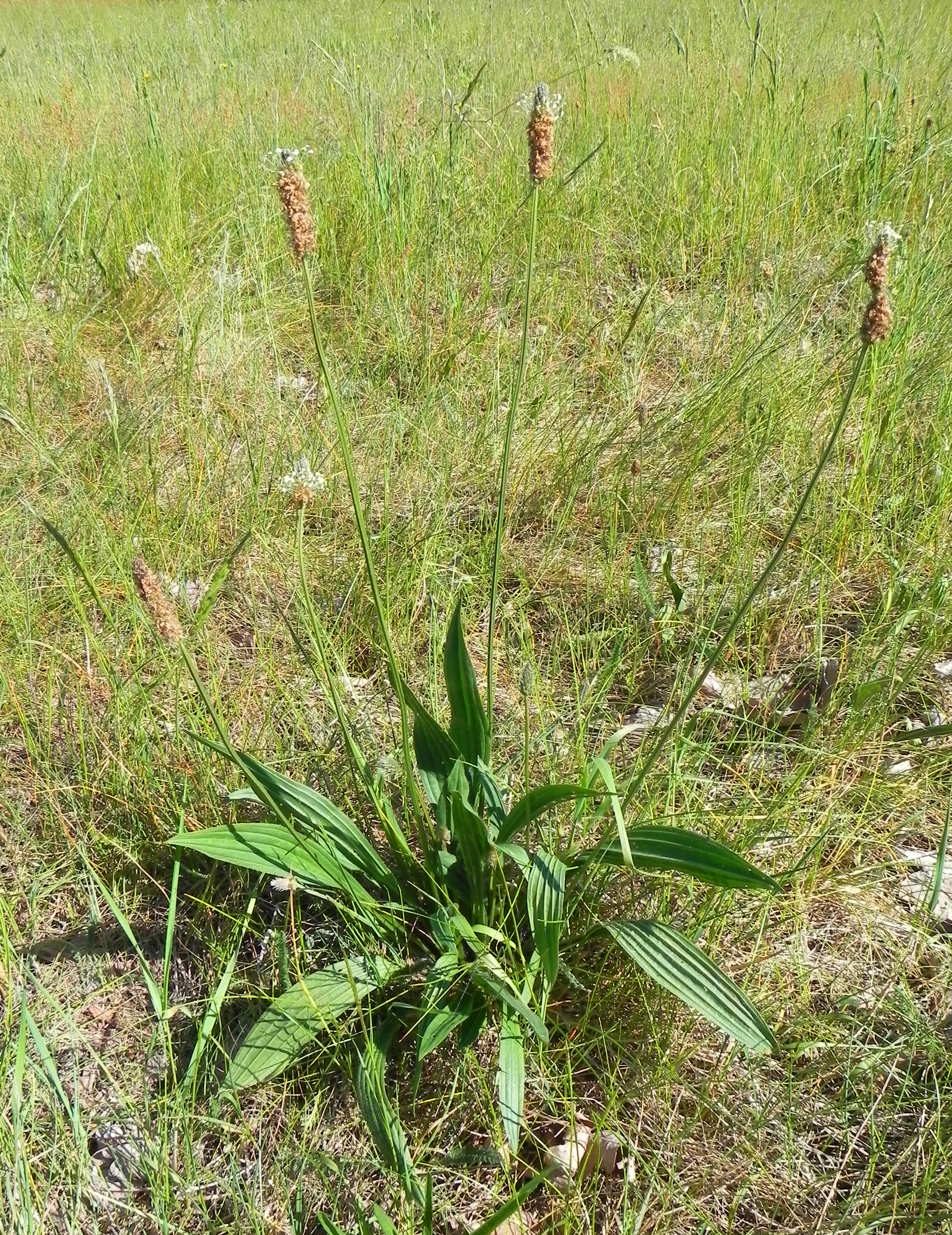
Habitus

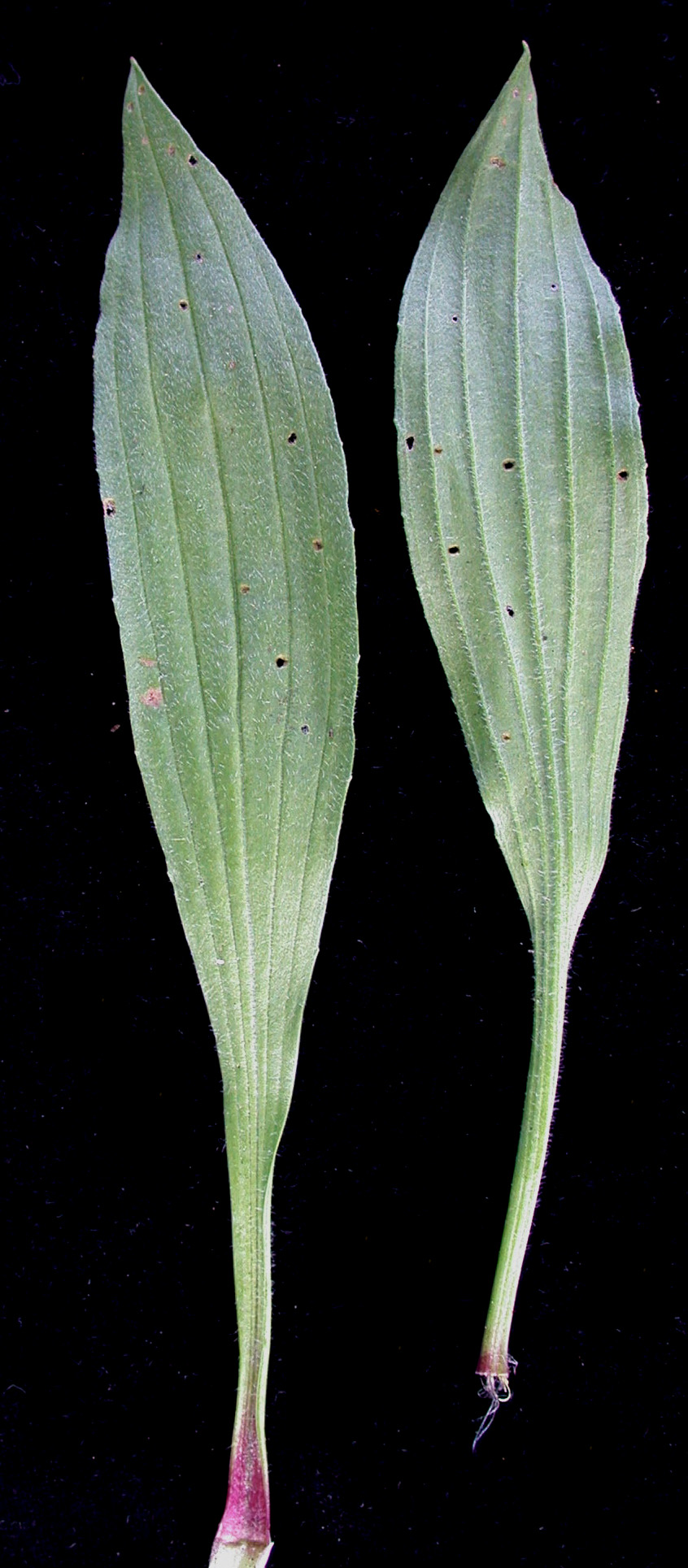
Ober- und Unterseite der Blätter

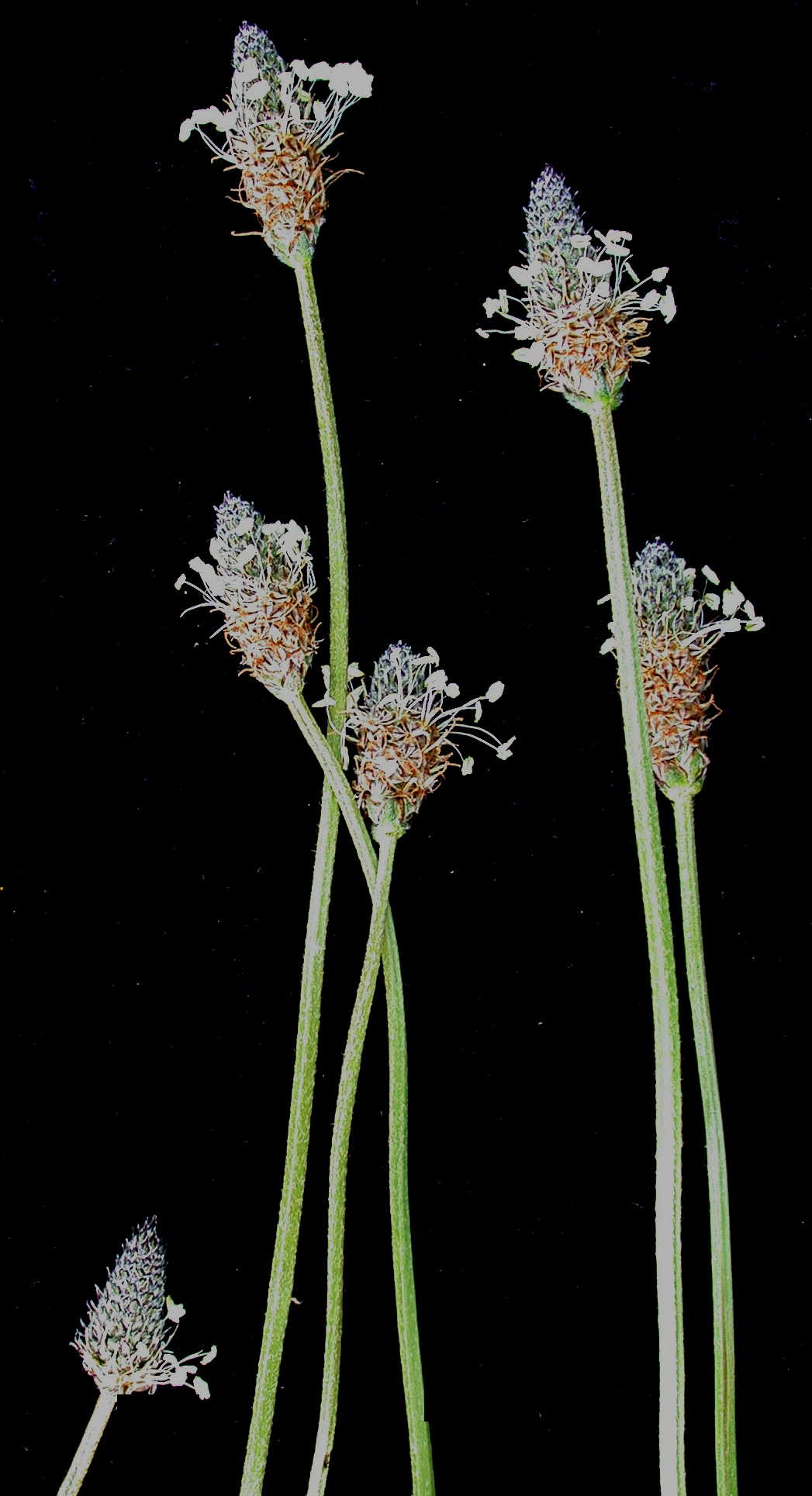
Blütenstände

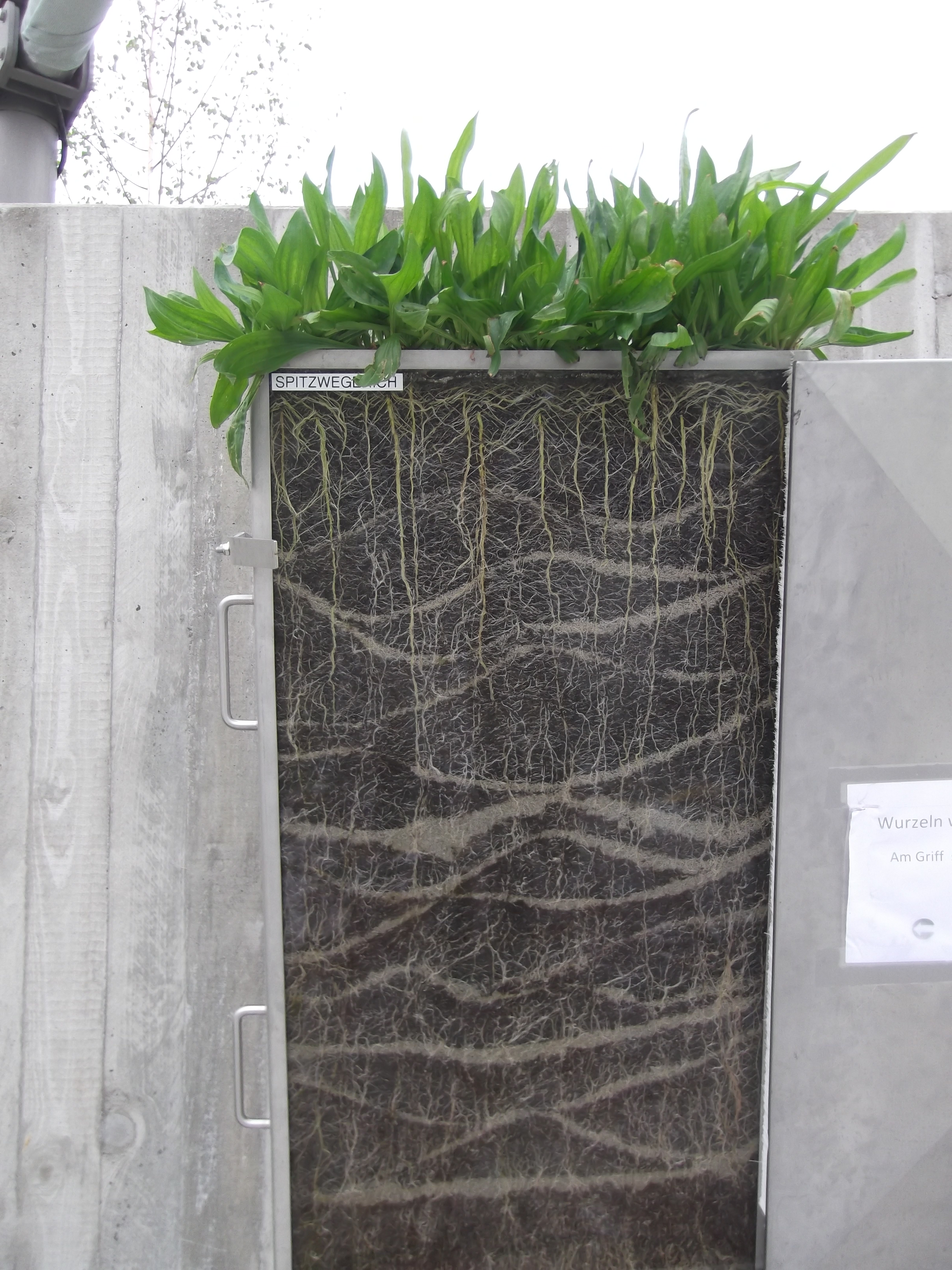
Wurzeln des Spitzwegerichs in einem Schaukasten (Höhe des Kastens geschätzt 1 m)

### Vegetative Merkmale
Der Spitzwegerich ist eine ausdauernde, krautige Pflanze, die Wuchshöhen von 5 bis 50 Zentimetern erreicht, manchmal bis zu 90 cm. Die reichverzweigte Wurzel kann bis zu 60 cm in die Tiefe reichen. Alle Laubblätter stehen aufrecht in einer grundständigen Rosette, wobei jede Pflanze normalerweise mehrere dieser Rosetten ausbildet. Die ungestielte, einfache Blattspreite ist schmal-lanzettlich und läuft an ihrem oberen Ende spitz zu. Sie ist 2–30 cm lang sowie 0,5 bis 3,5 cm breit und verschmälert sich nach unten hin allmählich. Die Blätter sind ganzrandig oder besitzen einzelstehende, flache Zähne. Sie besitzen 3 bis 5(–7) deutliche, parallele Längsnerven und sind zerstreut behaart bis fast kahl.

### Generative Merkmale
Die Blütezeit reicht von Mai bis September. Auf einem langen, 5-furchigen, mehr oder weniger anliegend behaartem Schaft, der etwa doppelt so lang wie die Blätter ist, steht ein dichter, walzenförmiger, ähriger Blütenstand mit einer Länge von 0,5 bis 5(–8) cm. Die verhältnismäßig kleinen, unscheinbaren Blüten sind zwittrig. Die eiförmigen Tragblätter der Einzelblüten sind 2,5 bis 3,5 mm lang. Sie sind kahl oder mit kurzen Haaren besetzt. Die Kelchblätter sind 2,5 bis 3 mm lang. Die Blütenkrone besteht aus vier verwachsenen Kronblättern mit einer 2 bis 3 mm langen, kahlen Kronröhre und vier zurückgebogenen, bräunlichen, 1,5 bis 2 mm langen, lanzettlichen bis eiförmigen Kronzipfeln. Es sind vier, 3 bis 5 mm über die Kronblätter hinausragende Staubblätter mit weißlichen Staubfäden und gelblichen Staubbeuteln vorhanden.
Die Frucht ist eine 3 bis 4 mm lange Deckelkapsel, die zwei ca. 2 mm lange Samen enthält.
Die Chromosomenzahl der Art ist 2n = 12, seltener 72.

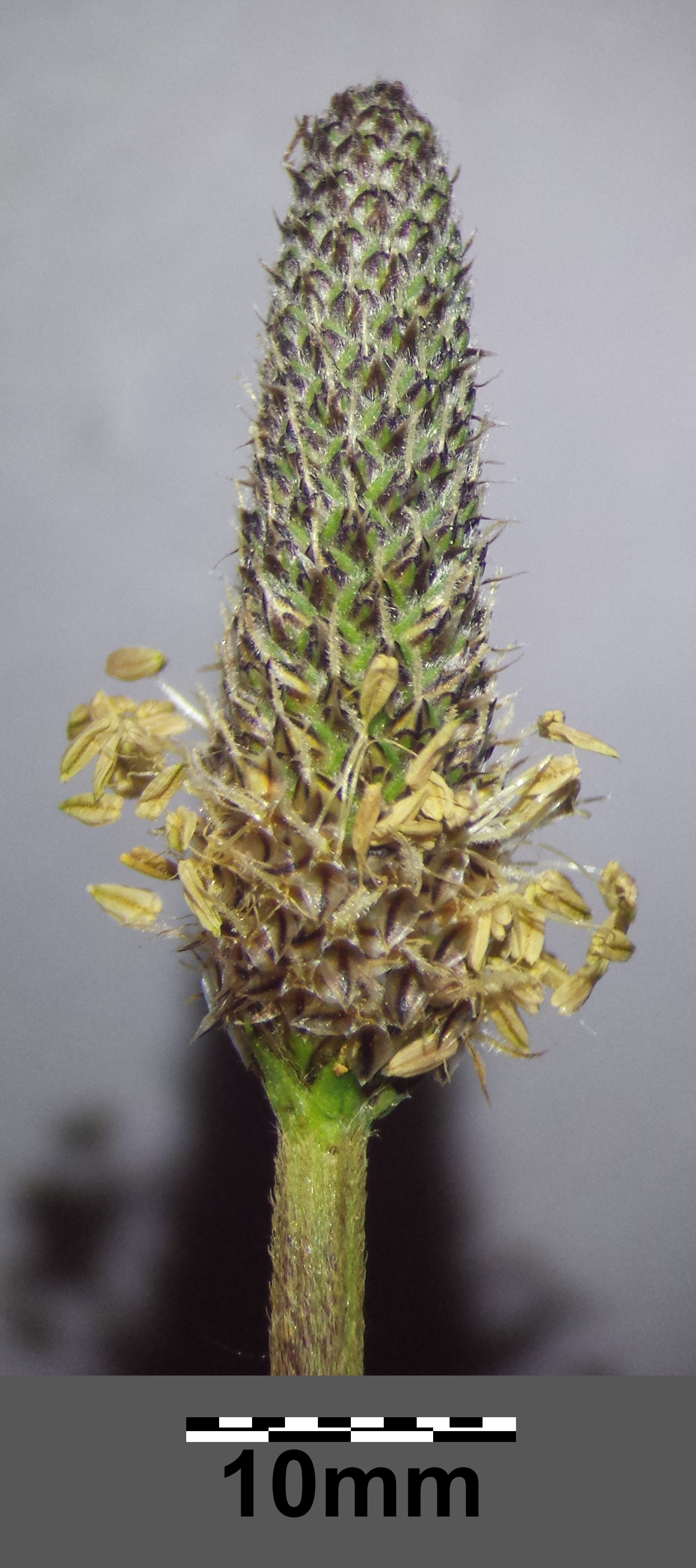
Ähriger Blütenstand
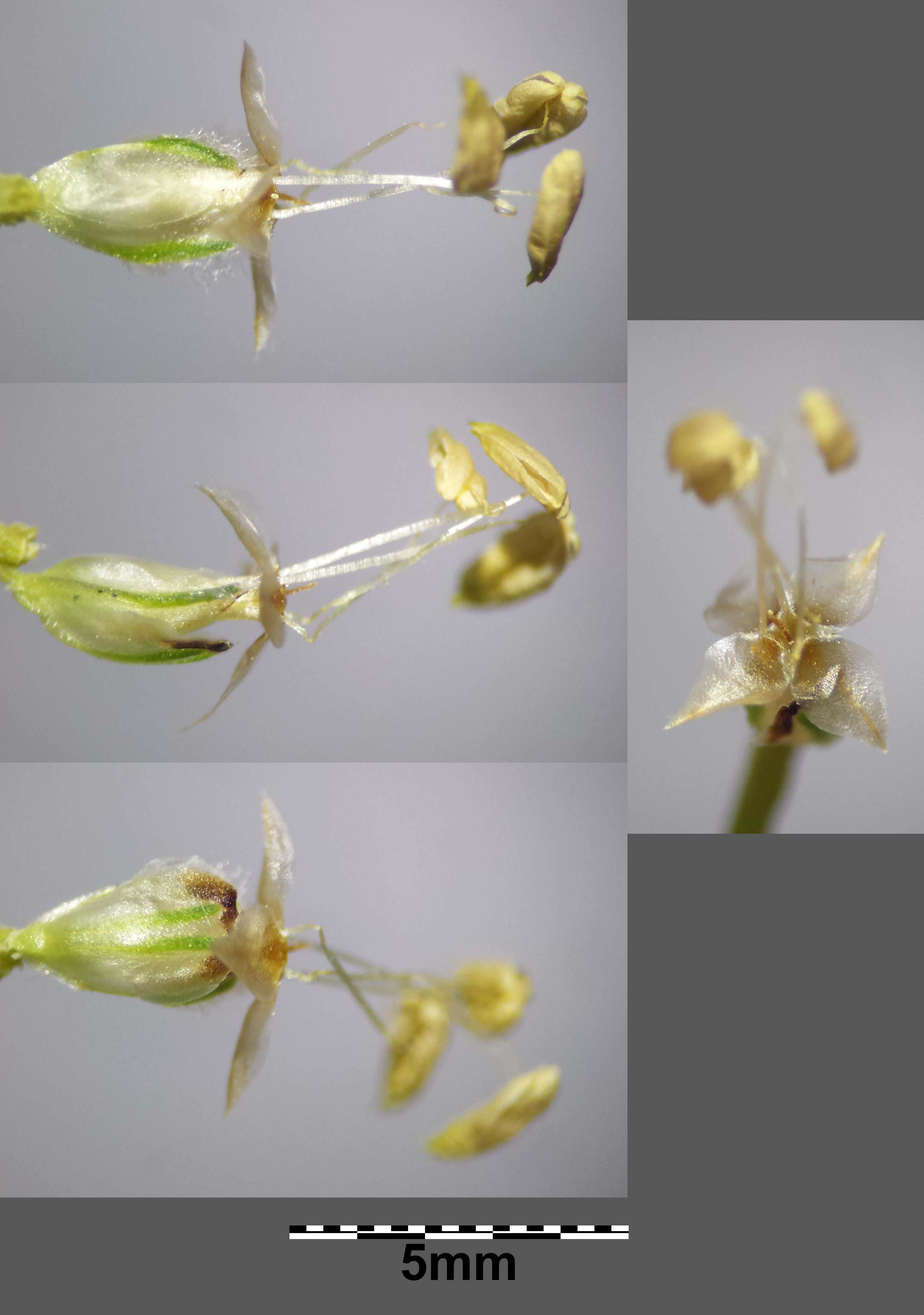
Ansichten einer Blüte
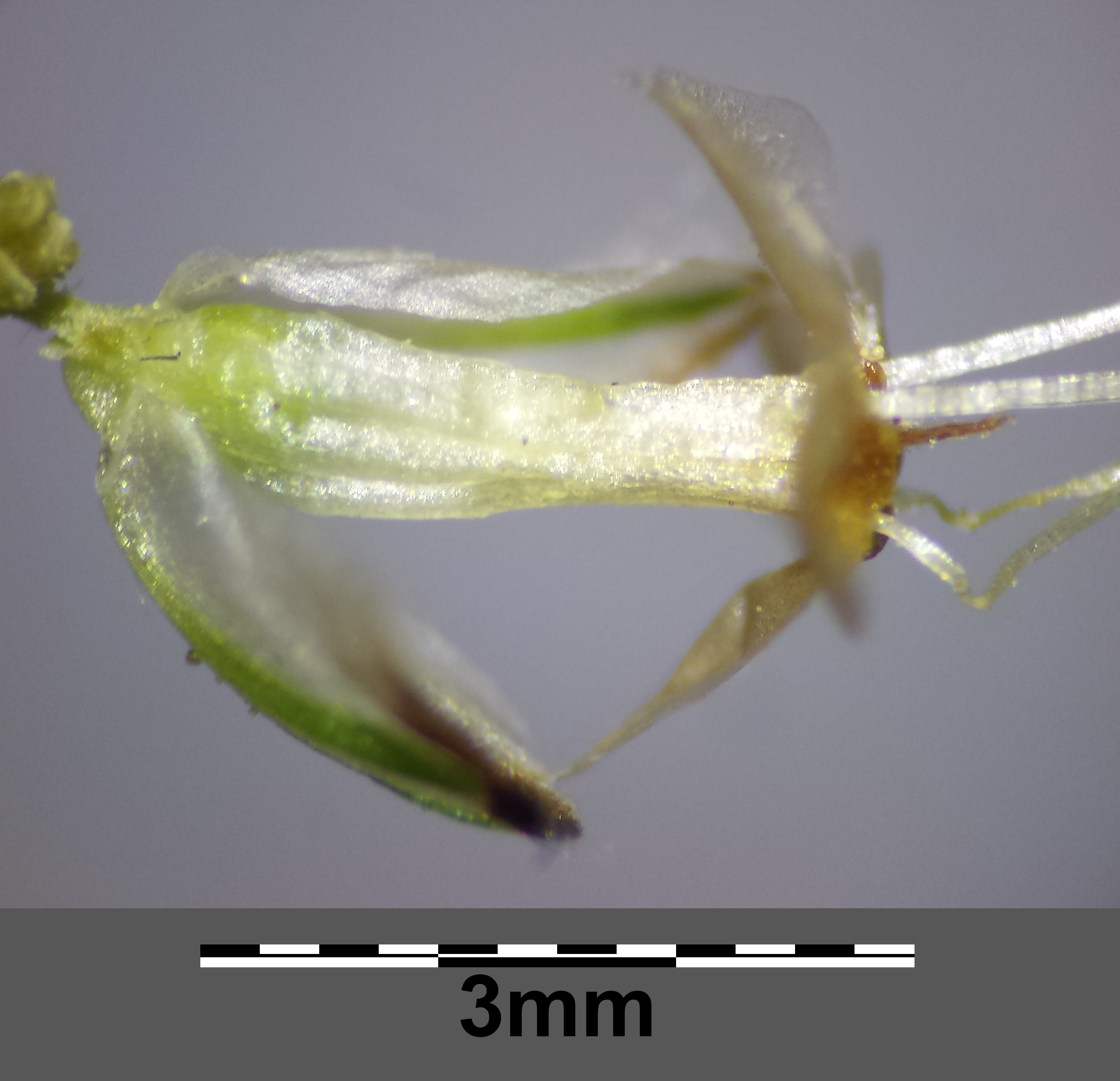
Freigelegte, kahle Kronröhre

## Vorkommen
Das ursprüngliche Verbreitungsgebiet des Spitzwegerichs ist das temperierte Eurasien und das nördliche Afrika bis Mauretanien. Inzwischen ist er weltweit verbreitet. Er kommt häufig in Fettwiesen, in Parkrasen (dort vor allem in seiner mageren Ausbildungsform), an Wegen und in Äckern vor. Nach dem Ökologen Heinz Ellenberg ist der Spitzwegerich eine Klassencharakterart der Grünland-Gesellschaften (Molinio-Arrhenatheretea).
In den Allgäuer Alpen steigt er am Hochtannberg in Vorarlberg bis zu 1750 m Meereshöhe auf.
Die Palynologie (Pollenanalyse) hat den gut erkennbaren Pollen bereits für die späte Wärmezeit nachgewiesen. Spitzwegerich-Pollen in postglazialen Sedimenten werden als Siedlungszeiger interpretiert. Die geschlossene Pollenkurve beginnt meist erst im älteren Subatlantikum.

## Ökologie
Der Spitzwegerich ist ein tief wurzelnder Hemikryptophyt. Er ist sekundär windblütig und seine Blüten sind vorweiblich. Daneben findet auch eine Bestäubung durch pollensuchende Insekten statt. Die Samen sind weniger quellfähig als beim Breitwegerich (Plantago major). Die vegetative Vermehrung erfolgt durch Wurzelsprosse. Die Verbreitung erfolgt über die klebrigen Samen, die an Tierpfoten, Schuhen und Rädern haften.
Der Spitzwegerich dient einigen Schmetterlingsarten als Raupenfutterpflanze. Für den stark gefährdeten, oligophagen Wegerich-Scheckenfalter, den stark gefährdeten, regional monophagen Roten Scheckenfalter und den gefährdeten, oligophagen Zweibrütigen Scheckenfalter besitzt er eine besondere Bedeutung.
Der Spitzwegerich wird vom Rostpilz Puccinia cynodontis mit Spermogonien und Aecidien befallen. Auch der Mehltau Podosphaera plantaginis befällt ihn häufig.

## Taxonomie
Plantago lanceolata L. hat die Synonyme: Plantago azorica Hochst., Plantago hungarica Waldst. & Kit., Plantago sphaerostachya Hegetschw., Plantago lanceolata var. sphaerostachya Mert. & W.D.J. Koch.

## Volksnamen und Etymologie
Der Spitzwegerich wird auch Heilwegerich, Wundwegerich, Spießkraut, Lungenblattl oder Schlangenzunge genannt. Die im Mittelalter auch „kleiner Wegerich“ genannte Pflanze trug damals auch die Bezeichnung plantago minor (lateinisch).
Das Wort „Wegerich“ bzw. „Spitzwegerich“ (von mittelhochdeutsch wëgerīch bzw. – in Bezug auf die schmal zulaufenden Blätter – spitzig wëgerīch) entstammt dem Althochdeutschen (von wega, „Weg“, und rīh, „König“, als Bestandteil von Männernamen wie Friedrich und Dietrich).

## Verwendung als essbare Wildpflanze
Der Spitzwegerich ist eine essbare Wildpflanze, von der man die Blätter, Blütenknospen, Samen und Wurzeln nutzen kann. Die Blätter, Blütenknospen und Samen kann man auch roh essen. Die Pflanze und vor allem die Blütenknospen schmecken champignonartig.
Die Blätter kann man von April bis Juni z. B. als Salat oder Gemüse zubereiten. Auf Grund der starken Längsfasern sollten die Blätter bei der Zubereitung quer zu den Längsfasern kleingeschnitten werden. Von Mai bis Juli kann man die zarten Blütenknospen roh, z. B. in Salaten, nutzen oder auch dünsten. Sie lassen sich auch in Essigwasser einlegen.
Ernten und sammeln kann man ihn am besten von Anfang April bis Ende August. Man findet ihn oft auf Wiesen, an Äckern und Feldrändern, an den Wald angrenzenden Wegen und auch in Ortschaften.
In Mangelzeiten nach den beiden Weltkriegen und während der Weltwirtschaftskrise war Salat aus wildwachsendem Spitzwegerich ein beliebter Ersatz für unerschwingliches oder nicht erhältliches Blattgemüse.

## Verwendung als Heilpflanze
Die Nutzung von Arten der Gattung Wegeriche (Plantago) als Heilpflanze reicht bis in das klassische Altertum zurück.

### Inhaltsstoffe
Der Spitzwegerich enthält u. a.:
- Iridoidglycoside:[20][13] Aucubin[21], Catalpol und wenig Asperulosid
- Dihydroxyzimtsäure-Derivate bzw. Phenylethanoide: hauptsächlich Acteosid (Verbascosid)[21][20][13], sowie Chlorogensäure[13] und Neochlorogensäure[13]
- Flavonoide und deren Derivate:[20] hauptsächlich Luteolin[21], Luteolin-7-O-glucosid[21], Apigenin
- Hydroxycumarine: Esculetin[13]
- Schleimstoffe:[22][13] Glucomannane, Arabinogalactane, Rhamnogalacturonan
- Gerbstoffe
- Saponine
- Kieselsäure

### Medizinische Wirkungen und Anwendungsgebiete

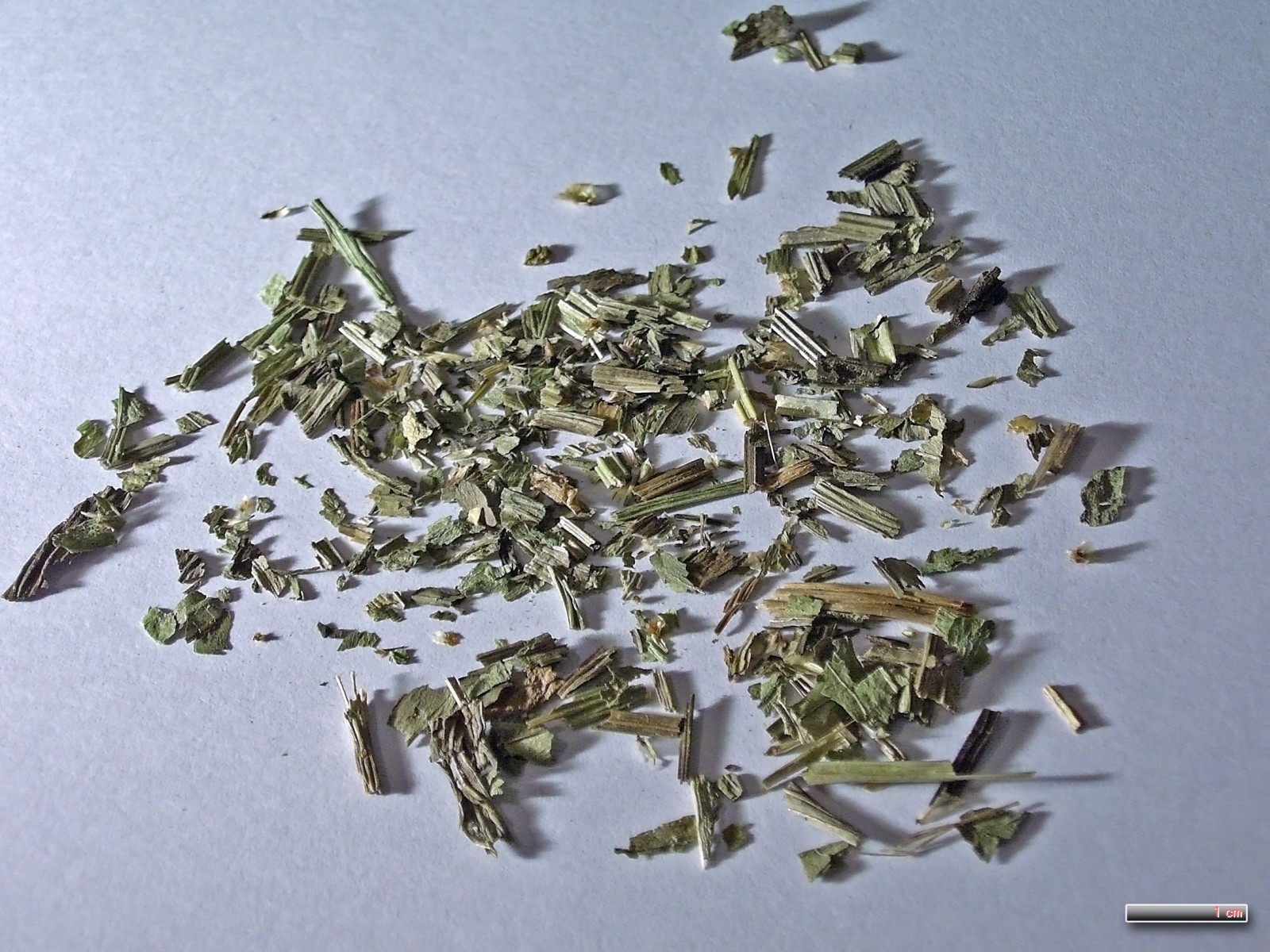
Spitzwegerich in Form der Krautdroge (Plantaginis lanceolatae herba)

Spitzwegerich wirkt reizmildernd, adstringierend und antibakteriell. Bei innerer Anwendung wirkt er gegen Katarrhe der Luftwege und entzündliche Veränderungen der Mund- und Rachenschleimhaut. Äußerlich kann er gegen entzündliche Veränderungen der Haut eingesetzt werden. Die Wirkung des Spitzwegerichkrauts, bestehend aus den zur Blütezeit geernteten, frischen oder getrockneten oberirdischen Teilen, wurde bei diesen Indikationen 1985 von der Kommission E positiv bewertet.
Die Wirksamkeit der Droge ist hier sowohl auf die einhüllende Wirkung der Schleimstoffe als auch auf die adstringierende Wirkung der Gerbstoffe sowie auf die antibakterielle und damit entzündungshemmende Wirkung der Abbauprodukte der Iridoide (Aucubigenin entsteht durch Hydrolyse mittels Beta-Glucosidasen aus Aucubin) zurückzuführen. Zudem kann sie äußerlich bei entzündlichen Veränderungen der Haut verwendet werden, sowohl bei exogen verursachten wie beispielsweise durch Insektenstiche oder dem Kontakt mit Brennnesseln als auch bei endogenen Hautkrankheiten wie zum Beispiel bei Neurodermitis oder auch bei sonstigen Entzündungen oder kleinen offenen Wunden.
Nach Insektenstichen ist der Spitzwegerich, zerrieben und auf den Stich aufgetragen, kühlend respektive schmerzlindernd.

### Zubereitungen

#### Tee
Zur Herstellung von Teeaufgüssen werden die Blätter oder das ganze Kraut gesammelt und getrocknet. Die Drogenbezeichnung lautet für die Blätter Folia Plantaginis lanceolatae und für das Kraut Herba Plantaginis lanceolatae. Damit sich die Blätter nicht schwarz verfärben, sollten sie vorsichtig und ohne Druck geschnitten sowie rasch getrocknet werden.
Die Dosierung bei der Zubereitung von Tee beträgt 1,5 g (1,5 TL) auf 150 ml Wasser. Der Tee soll frisch zubereitet werden, 10–15 min ziehen und mehrmals täglich getrunken werden (jeweils 1 Tasse).

#### Presssaft
Für Spitzwegerichsaft presst man die frischen Blätter aus. Da das natürliche Antibiotikum bei der Teezubereitung oft zerstört wird, ist es sicherer, Presssäfte einzusetzen.

#### Sirup
Eine Rezeptur aus dem österreichischen Arzneibuch für Spitzwegerichsirup (Plantaginis sirupus) gibt an, die Spitzwegerichblätter (Plantaginis lanceolatae folium) in gereinigtem Wasser (Aqua purificata, d. h. deionisiertes Wasser) zu kochen, zu filtern und den entstandenen wässrigen Auszug mit der 1,6-fachen Menge Zucker (Saccharose, Saccharum) zu Sirup zu vermischen. Der Sirup wird mit 1 % Alkohol, Methylparaben und Propylparaben konserviert.
Der Bedarf der pharmazeutischen Industrie an der Droge wird hauptsächlich aus Kulturen gedeckt. Die pulverisierte Droge ist auch Bestandteil von Salben.

### Sonstiges
Der Spitzwegerich wurde im Herbst 2013 von Wissenschaftlern der Universität Würzburg („Studienkreis Entwicklungsgeschichte der Arzneipflanzenkunde“) mit Verweis auf die in ihm enthaltenen antibakteriellen und blutstillenden Wirkstoffe zur „Arzneipflanze des Jahres 2014“ gewählt.
Spitzwegerich produziert biologische Nitrifikationsinhibitoren – Stoffe, welche die Umwandlung von Ammoniumstickstoff in Nitrat verlangsamen. Dadurch bleibt der Stickstoff länger pflanzenverfügbar und das Risiko der Auswaschung und Lachgasemissionen wird minimiert. Es wird untersucht, inwiefern diese Pflanze als Untersaat beim Anbau von Nutzpflanzen wie Mais helfen kann, Stickstoffverluste zu reduzieren.

## Weitere Illustrationen

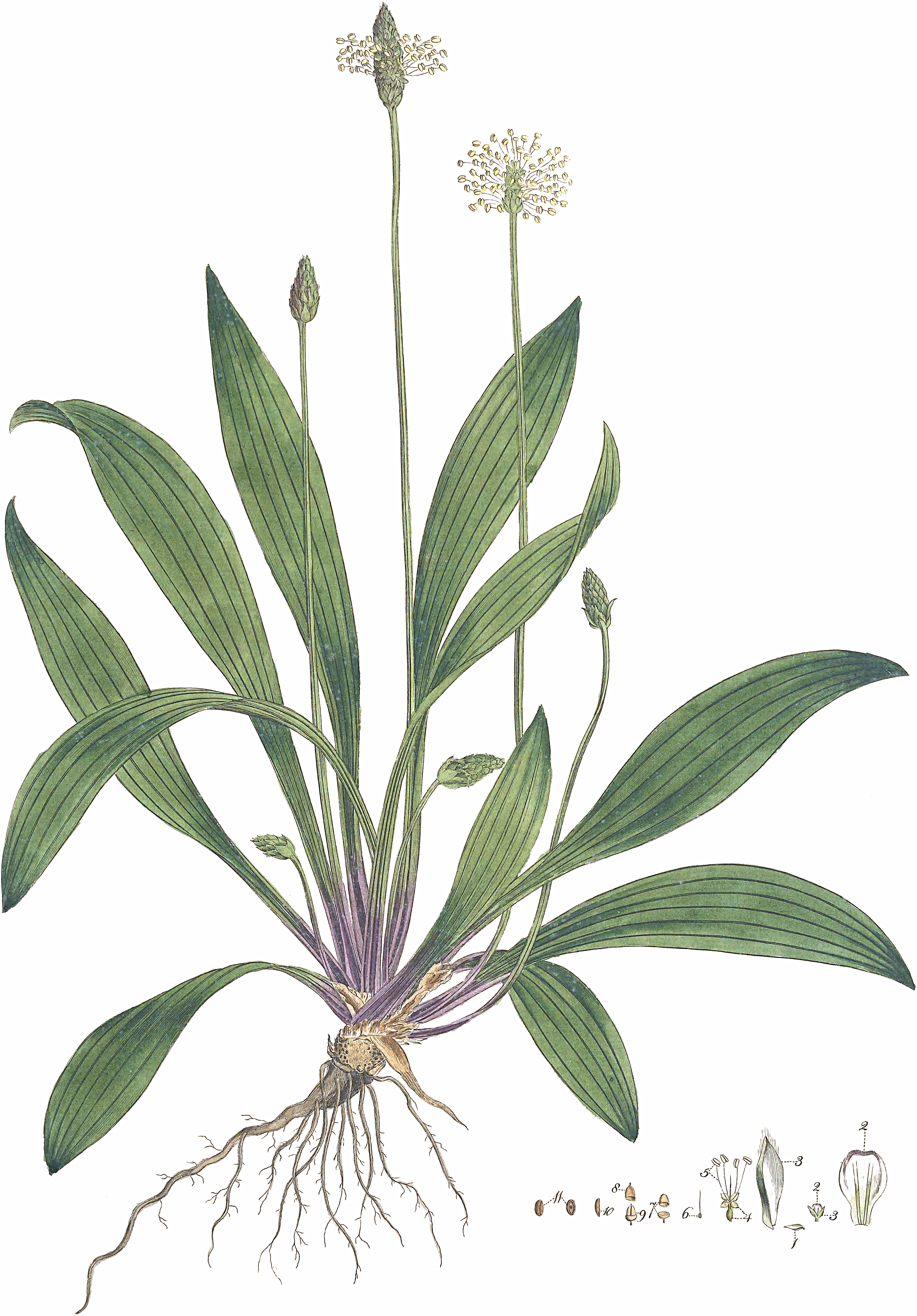
Illustration aus der Flora Londinensis
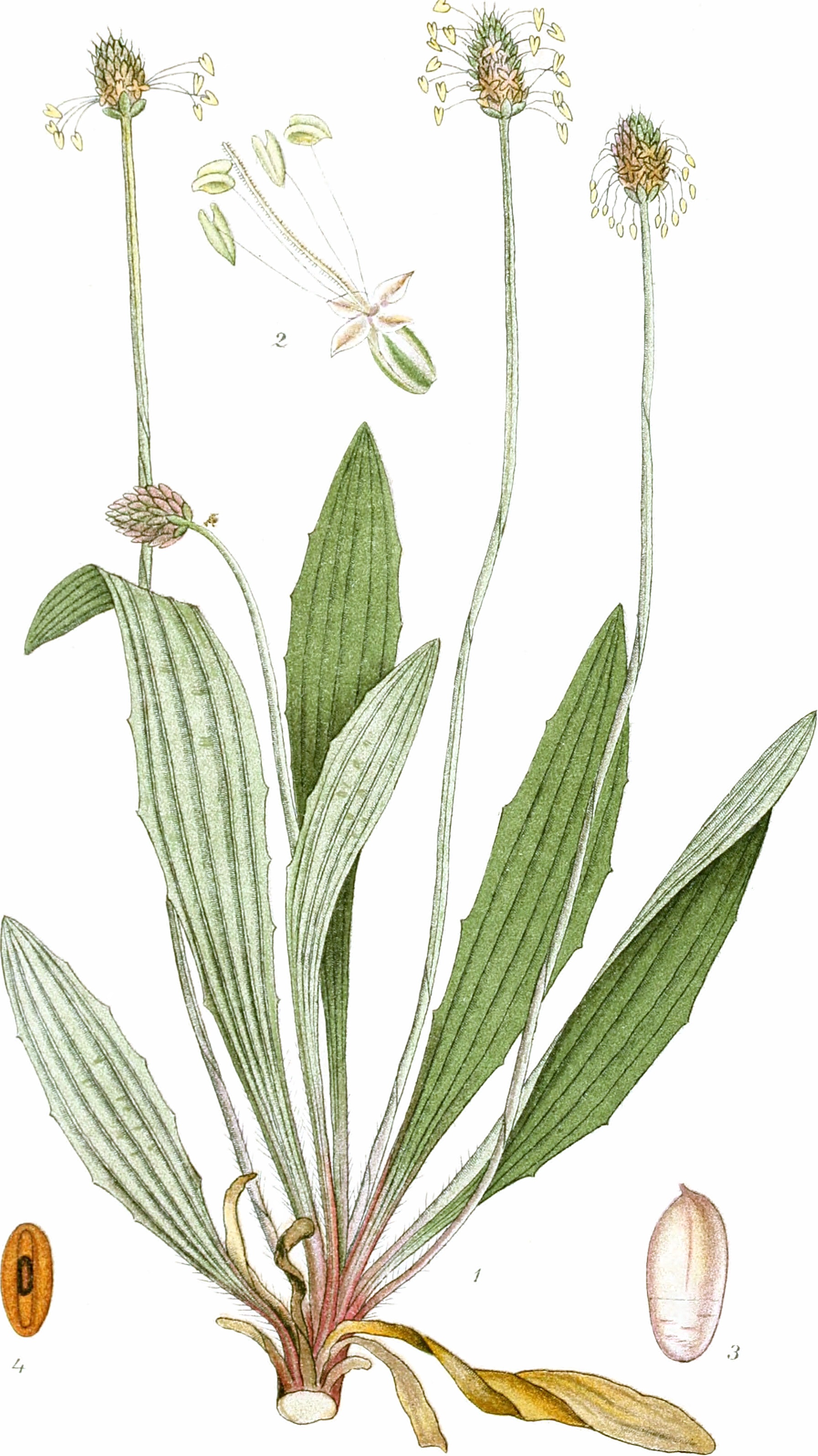
Illustration aus Billeder af Nordens flora
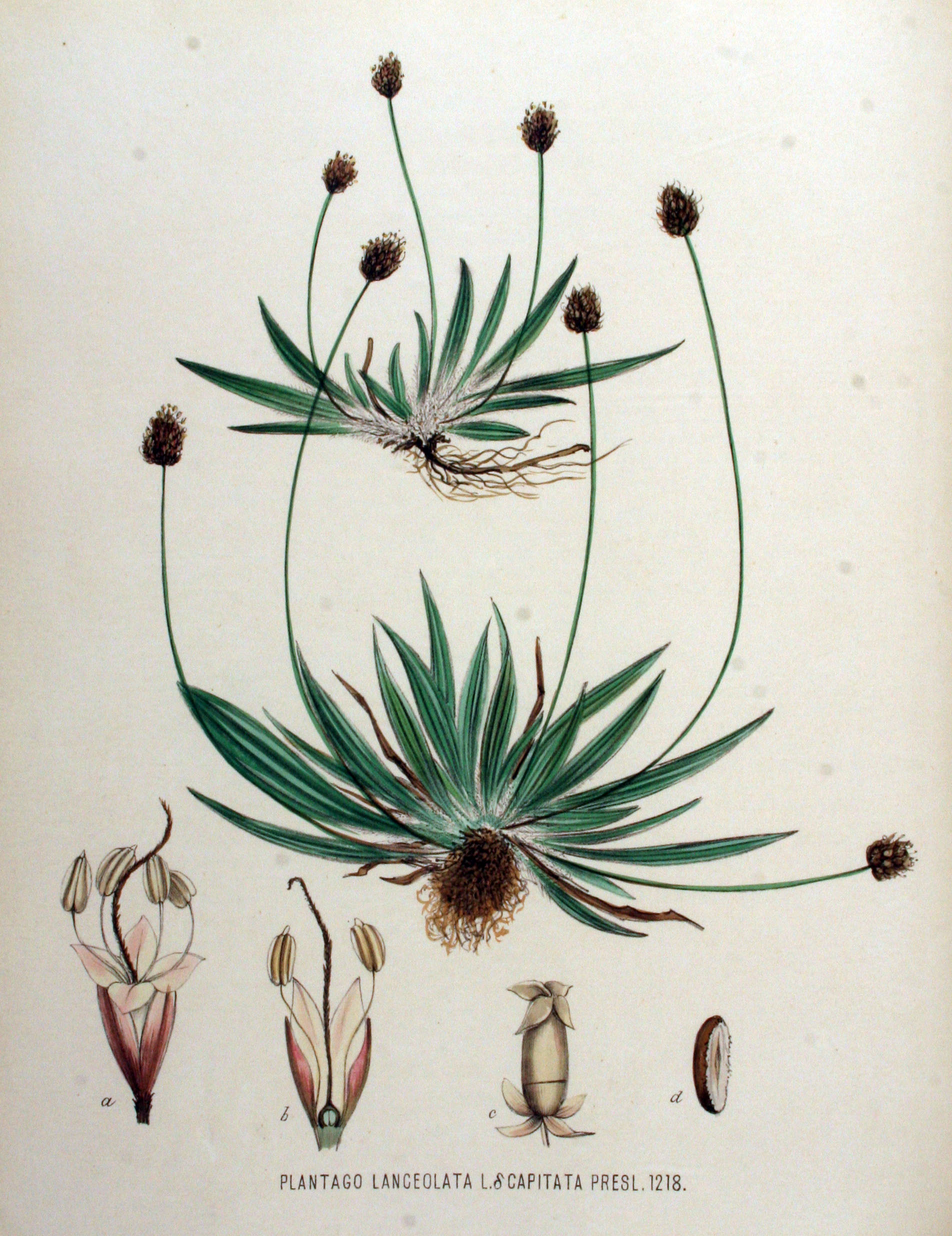
Illustration aus der Flora Batava
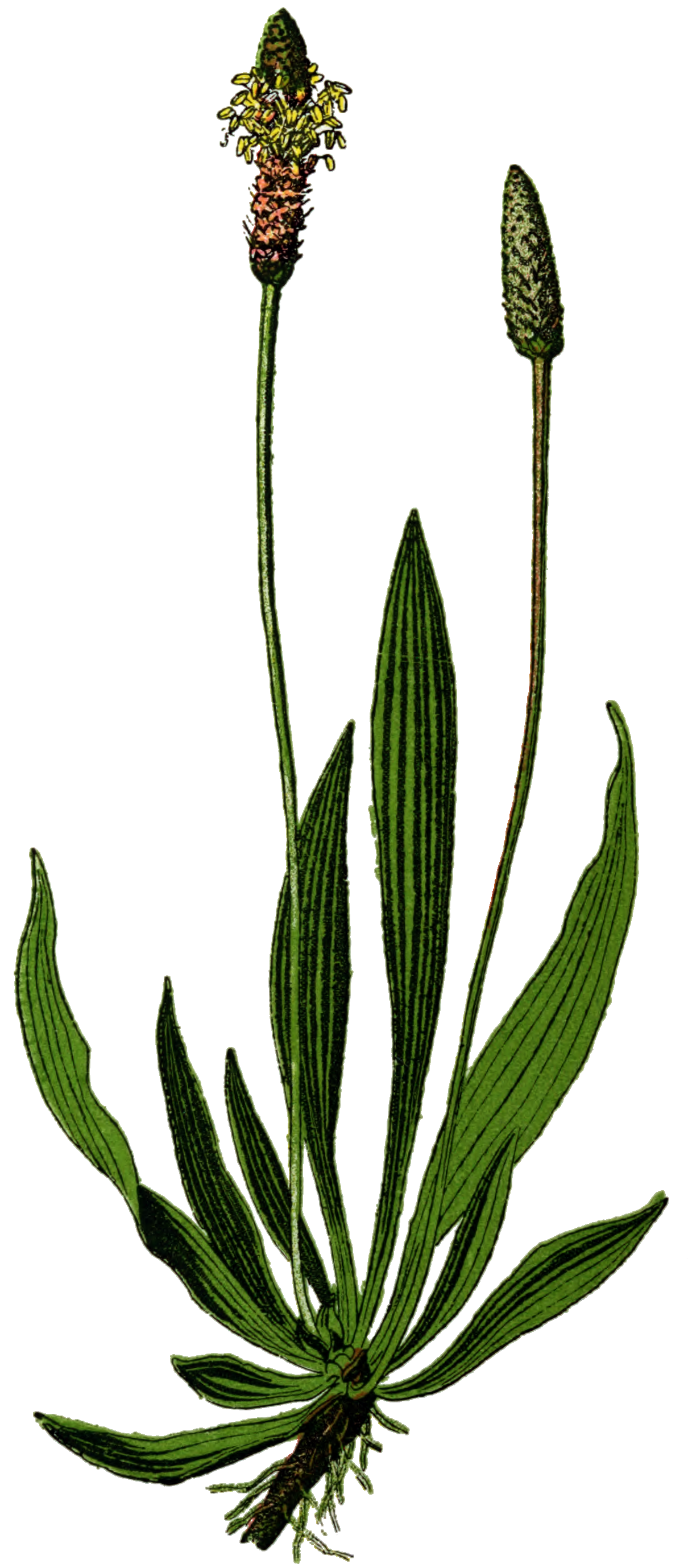
Illustration aus Wayside and woodland blossoms